# نراد هیمالیای شرقی
نراد هیمالیای شرقی (نام علمی: Abies spectabilis) نام یک گونه از سرده نراد است.